# Elezioni parlamentari in Ruanda del 2018
Le elezioni presidenziali in Ruanda del 2018 si sono tenute il 3 settembre per il rinnovo della Camera dei deputati.

## Risultati
| Liste                                               | Voti      | %     | Seggi |
| --------------------------------------------------- | --------- | ----- | ----- |
| Coalizione FPR (FPR - PDC - PDI - PPC - UDPR - PSR) | 4 926 366 | 73,95 | 40    |
| Partito Socialdemocratico                           | 586 215   | 8,80  | 5     |
| Partito Liberale                                    | 479 631   | 7,20  | 4     |
| Partito Sociale Imberakuri                          | 304 231   | 4,57  | 2     |
| Partito Verde Democratico                           | 302 778   | 4,55  | 2     |
| Indipendenti (4 candidati)                          | 62 293    | 0,94  | –     |
| Membri designati                                    | –         | –     | 27    |
| Totale                                              | 6 661 514 | 100   | 80    |

- Il totale ufficiale dei voti validi è di 6.661.237.